# Fabian Lichottka
Fabian Lichottka (* 8. März 1993 in Herdecke an der Ruhr) ist ein deutscher Schauspieler und Synchronschauspieler.

## Leben
Fabian Lichottka besuchte das Schiller-Gymnasium in Witten. Ab Oktober 2015 studierte er Schauspiel an der Alanus Hochschule für Kunst und Gesellschaft in Alfter/Bonn. Seine Ausbildung schloss er dort im August 2019 ab. Schauspielkurse und Coachings besuchte er an der London Academy of Music and Dramatic Art (LAMDA), am Schauspiel Köln bei Niklas Kohrt und bei der Schauspielagentur „Die Tankstelle“ in Berlin.
In einer Studierendenproduktion von Marat/Sade übernahm Lichottka 2017 unter der Regie von Michael Barfuß die Rolle des Marquis de Sade, den er als „herrlich herrischen und zynischen Rhetoriker“ spielte. Bereits während seines Studiums gastierte Lichottka an der Deutschen Oper Berlin (2017), am Theater in der Brotfabrik in Bonn (2018) und am Labortheater Dresden (2018). Im März 2018 spielte er die Hauptfigur Winston Smith in einer Bühnenfassung des Romans 1984 in der Brotfabrik Bonn. Mit dieser Produktion gastierte er im November 2018 auch am Freien Werkstatt Theater in Köln. In der Spielzeit 2018/19 gastiert er in Candide oder der Optimismus (Regie: Simon Solberg) am Schauspielhaus Bonn. In der Spielzeit 2019/20 war er als Gast am Badischen Staatstheater Karlsruhe und am Salzburger Landestheater engagiert. Ab der Spielzeit 2020/21 war er bis zum Ende der Spielzeit 2022/23 festes Ensemblemitglied des Schlosstheaters Celle. In der Spielzeit 2022/23 war er erneut als Gast am Staatstheater Karlsruhe engagiert.
Neben seiner Tätigkeit am Theater wirkte er in verschiedenen Kino- und TV-Produktionen mit. In der VOX-Serie Club der roten Bänder war er im November 2017 als Rollstuhlfahrer Dennis in mehreren Episoden an der Seite von Tim Oliver Schultz und Dominik Buch zu sehen. In der 5. Staffel der TV-Serie In aller Freundschaft – Die jungen Ärzte (2019) übernahm er in mehreren Folgen die Serienrolle des „lässigen“, wohnungslosen Alex Lange, der Symptome einer exotischen Krankheit simuliert, um nicht wieder aus dem Krankenhaus entlassen zu werden, und später heimlich im Krankenhaus einquartiert wird. Der Kurzfilm Mir selbst so fremd (Regie: Jannik Gensler), in dem Lichottka die Hauptrolle spielt, belegte den 1. Platz in der Kategorie „Young Professionals“ beim Hessischen JugendMedienFestival visionale 2018. In der 44. Staffel der ZDF-Krimiserie Der Alte, die ab März 2020 ausgestrahlt wird, übernahm Lichottka, an der Seite von Gaby Dohm und Lola Dockhorn, eine der Episodenrollen als Krankenpflegehelfer in einem gehobenen Seniorenheim. Im 17. Film der ZDF-Krimireihe Unter anderen Umständen mit dem Titel Lügen und Geheimnisse, der im November 2020 erstausgestrahlt wurde, spielte Lichottka den tatverdächtigen, gutaussehenden Surfer Andy Lutz, der eine getötete 19-jährige Abiturientin, die für einen Porno-Chat-Kanal arbeitete, als Anhalterin in seinem Bus mitnahm. In der 10. Staffel der ZDF-Reihe Lena Lorenz (2024) spielte Lichottka den Physiotherapeuten Daniel Eckert an der Seite von Raban Bieling, Eva Mattes und Judith Hoersch. In der 24. Staffel der ZDF-Serie Die Rosenheim-Cops (2024) übernahm er eine Episodenhauptrolle als tatverdächtiger Assistent eines ermordeten Rosenheimer Fotografen.
Lichottka lebt in München.

## Filmografie (Auswahl)
- 2017: Club der roten Bänder: Das Testament (Fernsehserie, eine Folge)
- 2017: Mir selbst so fremd (Kurzfilm)
- 2018: Friesland: Der Blaue Jan (Fernsehreihe)
- 2018: Hingabe (Kinofilm)
- 2019: In aller Freundschaft – Die jungen Ärzte (Fernsehserie, drei Folgen)
- 2020: Der Alte: Unvergessen (Fernsehserie, eine Folge)
- 2020: Marie Brand und die Liebe zu viert (Fernsehreihe)
- 2020: Unter anderen Umständen: Lügen und Geheimnisse (Fernsehreihe)
- 2024: Gute Zeiten, schlechte Zeiten (Fernsehserie, zwei Folgen)
- 2024: Lena Lorenz (Fernsehreihe, vier Folgen)
- 2024: Die Rosenheim-Cops: Ein smartes Haus (Fernsehserie, eine Folge)
- 2025: Der Alte: Alles weg (Fernsehserie, eine Folge)